# Fritzi Eichhorn
Fritzi Eichhorn (* 22. Juli 1981 in Ost-Berlin) ist eine deutsche Schauspielerin.

## Leben
Fritzi Eichhorn, Zwillingsschwester von Floriane Eichhorn, spielte in den 1990er Jahren in verschiedenen Familienfilmen und Serien mit. Am bekanntesten ist der gemeinsame Auftritt mit ihrer Schwester in Charlie & Louise – Das doppelte Lottchen, einer Neuverfilmung des beliebten Buchs von Erich Kästner. In den Serien Die Gespenster von Flatterfels und Alle meine Töchter teilte sie sich ihre Rolle mit ihrer Zwillingsschwester, 1997 bis 2000 spielte sie diese Rolle alleine. Sie war Gast in diversen Fernsehserien (Der Landarzt).
Auch als Theater- und Musicalschauspielerin war sie zu sehen, so bei den Musicals Der kleine Muck in der Arena Berlin (2004) und Frohe Weihnachten, Kleiner Eisbär (2006) für den norddeutschen Teil der Tournee als auch bei Ronja Räubertochter (2006) und Pippi Langstrumpf (2007) auf der Naturbühne Ratingen am Blauen See.
Eichhorn lebt mit ihrem Sohn und ihrer Zwillingsschwester in Köln.

## Filmografie
- 1988: Felix und der Wolf*
- 1989: Polizeiruf 110: Unsichtbare Fährten* (TV-Reihe)
- 1992: Die Gespenster von Flatterfels*
- 1994: Charlie & Louise – Das doppelte Lottchen*
- 1995–2001: Alle meine Töchter*
- 1996: Friedrich und der verzauberte Einbrecher*
- 1997: Sprechstunde bei Dr. Frankenstein*
- 2003: Unser Charly
- 2003: SOKO Leipzig
- 2004: Luis
- 2012: In aller Freundschaft*

* gemeinsam mit Zwillingsschwester Floriane Eichhorn